# Rhinolophus megaphyllus
Rhinolophus megaphyllus — вид рукокрилих родини Підковикові (Rhinolophidae).

## Поширення
Країни проживання: Австралія (Новий Південний Уельс, Квінсленд, Вікторія), Індонезія (Іріан-Джая, Малі Зондські о-ви, Малуку.), Папуа Нова Гвінея (архіпелаг Бісмарка). Записаний від рівня моря до 1600 м над рівнем моря. Це печерний вид, як правило, пов'язаний з тропічними лісами. Він був записаний в сільських садах і на плантаціях. Колонії зазвичай складаються з менш ніж 50 особин, але іноді (рідко) сягають 2000. Самиці народжують одне дитинча.

## Загрози та охорона
Здається, немає серйозних загроз для цього виду. Він присутній у ряді охоронних територій.